# Hans-Peter Meister
Hans-Peter Meister (* 18. August 1909 in Suhl; † 17. Juni 1978 in Hamburg) war ein deutscher Jurist und Manager.

## Leben und Wirken
Nach dem Abitur an der Kaiser-Wilhelm-Oberrealschule in Suhl studierte Meister Jura an den Universitäten Jena und Wien. Er legte die Erste Juristische Staatsprüfung 1932 und die Zweite Juristische Staatsprüfung 1936 ab. Seit 1927 war er Mitglied der Jenaischen Burschenschaft Germania.
Meister trat zum 1. August 1932 der NSDAP bei (Mitgliedsnummer 1.233.143), er schloss sich auch der SS an (SS-Nummer 81.865), in der er es bis zum Hauptsturmführer brachte. Ab November 1936 war Meister bei der Reichskammer der Bildenden Künste (RdbK) in Berlin angestellt; zunächst als Rechtsreferent, dann ab August 1937 als Leiter der Abteilung Wirtschaft und Handel und ab April 1939 als Leiter der Hauptabteilung I. Ab 1941 war er für die Reichskulturkammer (RKK) als Nachfolger von Hans Erich Schrade in der Abteilung Sonderaufgaben der Hauptgeschäftsführung der RKK tätig, der vor allem die Truppenbetreuung oblag. Von 1942 bis 1944 fungierte er zusätzlich als Geschäftsführer der Reichskammer der Bildenden Künste. 1942 wurde Meister von Joseph Goebbels in den Präsidialrat der RdbK berufen.
Ab 1948 wirkte Meister als Justiziar der Städtischen Brauerei in Göttingen. 1955 war er Vorstandsmitglied der Bill-Brauerei, dann (nach der Übernahme der Bill-Brauerei durch Holsten) Vorstandsmitglied und -vorsitzender der Holsten-Brauerei in Hamburg. Er war außerdem Honorarkonsul der Republik Togo.
Am 30. April 1938 heiratete er Hella Hinninger, 1942 wurde eine Tochter geboren.

## Mitgliedschaften
- 1969 Ehrensenator TU Berlin, Berlin[10]
- 1972–1979 Vorsitzender Pro Honore e.V., Hamburg[11]

## Veröffentlichungen
- Das Recht des Architekten. Ein Kommentar zum gesamten Architektenrecht: Architektenvertrag, Gebührenordnung, Berufsanordnung, Strafrecht, Gewerbeordnung, Urheberrecht, Wettbewerbe, Steuerfragen. Bauwelt-Verlag, Berlin 1939[12]